# 11573 Гельмгольц
11573 Гельмгольц (11573 Helmholtz) — астероїд головного поясу, відкритий 20 вересня 1993 року.
Тіссеранів параметр щодо Юпітера — 3,121.